# HMS Arbiter (D31)
Авіаносець «Арбітер» (англ. HMS Arbiter (D31)) — ескортний авіаносець США часів Другої світової війни типу «Боуг» (2 група, тип «Ameer»/«Ruler»), переданий ВМС Великої Британії за програмою ленд-лізу.

## Історія створення
Авіаносець «Арбітер» був закладений 26 квітня 1943 року на верфі «Seattle-Tacoma Shipbuilding Corporation» під назвою «USS St. Simon (CVE-51)». Спущений на воду 9 вересня 1943 року. Переданий ВМС Великої Британії, вступив у стрій під назвою «Арбітер» 31 грудня 1943 року.

## Історія служби
Після вступу у стрій «Арбітер» здійснював перевезення літаки зі США в Англію.
Протягом лютого-квітня 1945 року авіаносець через Індійський океан перейшов в Австралію, де він здійснював перевезення літаків та підготовку пілотів.
3 березня 1946 року авіаносець «Арбітер» був повернутий США, де 12 квітня того ж року був виключений зі списків флоту. В липні того ж року корабель був проданий компанії «Newport News Shipbuilding and Dry Dock Company» та переобладнаний на торгове судно «Coracero». У 1965 році корабель був перейменований на « President Macapagal», у 1972 році — на «Lucky Two»
Корабель був проданий на злам у 1972 році та розібраний на метал на Тайвані.